# 湯斯克足球會
湯斯克足球會（俄语：Футбольный клуб Томь (Томск)，拉丁化：FC Tom Tomsk）是一家位于托木斯克的俄罗斯职业足球俱乐部。該隊曾是在俄羅斯亞洲部分角逐超級聯賽的隊伍。
2022年6月3日，俄羅斯足球總會駁回了杜莫斯就其先前決定拒絕其獲得參加FNL所需的RFS-2執照的上訴，球隊其後宣布將申請FNL2許可證。

## 歷史
1957年3月9日湯斯克足球會建立。2004-2012年是16支俄超球队中的其中一支。

## 队服
| 年度      | 球衣供应               |
| --------- | ---------------------- |
| 1999—2003 | Nike                   |
| 2004      | Umbro                  |
| 2005—2012 | Adidas                 |
| 2012—2013 | 2K Sport international |
| 2013—2014 | Nike                   |
| 2014—2017 | Adidas                 |
| 2017—     | Joma                   |

## 著名球员
- 帕維爾‧波格列布尼亞克
- 金南一
- 松井大輔

## 外部連結
- 官方網站 （页面存档备份，存于）